# Юрченко Ігор Григорійович
І́гор Григо́рійович Ю́рченко (* 21 квітня 1965, Ровеньки, Луганська область) — бригадир гірників очисного забою відокремленого підрозділу «Шахта № 81 „Київська“» державного підприємства «Ровенькиантрацит» (Луганська область), Герой України.

## Нагороди
- Звання «Герой України» з врученням ордена «Золота Зірка» (26 серпня 2010) — за героїчну і багаторічну самовіддану шахтарську працю, досягнення високих виробничих показників у видобутку вугілля [1]
- Заслужений шахтар України (22 серпня 2007) — за вагомі особисті заслуги в розвитку паливної галузі, зміцнення енергетичного забезпечення держави, високий професіоналізм та з нагоди Дня шахтаря[2]
- Кавалер знака «Шахтарська слава»
- Нагороджений медаллю «За заслуги перед Луганщиною» ІІІ ступеня (2009)